# 108th Wing

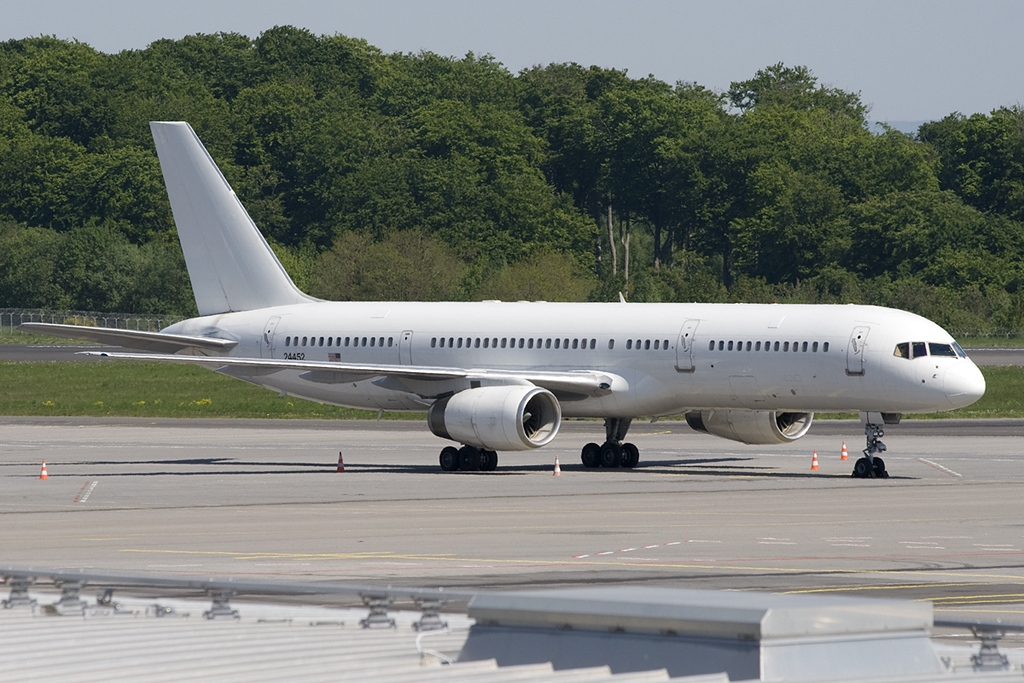
C-32B

Il 108th Wing è uno stormo composito della New Jersey Air National Guard. Riporta direttamente all'Air Mobility Command quando attivato per il servizio federale. Il suo quartier generale è situato presso la Joint Base McGuire-Dix-Lakehurst, nel New Jersey.

## Organizzazione
Attualmente, al 2024, esso controlla:
- 108th Operations Group
  - 108th Operations Support Squadron
  -  141st Air Refueling Squadron - Equipaggiato con KC-46A
  - 170th Air Refueling Squadron - Equipaggiato con KC-46A
  - 140th Cyber Operations Squadron
  -  150th Special Operations Squadron - Equipaggiato con 2 C-32B
  - 204th Intelligence Squadron
- 108th Maintenance Group
  - 108th Maintenance Squadron
  - 108th Aircraft Maintenance Squadron
  - 108th Maintenance Operations Flight
- 108th Mission Support Group
  - 108th Force Support Squadron
  - 108th Logistics Readiness Squadron
  - 108th Security Forces Squadron
  - 108th Communications Flight